# Лахтадир Максим Васильович
Макси́м Васи́льович Лахтади́р — солдат, військовослужбовець Збройних Сил України, учасник російсько-української війни, який загинув у ході російського вторгнення в Україну в 2022 році.

## Життєпис
Народився 27 червня 1973 року в м. Боярці Київської області. Навчався в Боярській середній школі № 1.
Після завершення навчання в школі, працював автомаляром на «Віді Автострада», в компанії «Toyota». Останні десять років мешкав у селі Тарасівці Фастівського району Київської області. 
З 2 липня 2015 року по 30 квітня 2016 виконував завдання в зоні проведення АТО на території Донецької області. 
25 лютого 2022 року вдруге призваний до Збройних Сил України за мобілізацією. 
Загинув 7 березня 2022 року внаслідок мінометного обстрілу в ході битви за Мощун біля Києва.

## Родина та особисті якості
Мешкав зі своєю дружиною, сином 14 років та донькою 23 років. Завжди присвячував себе сім’ї, піклувався про дітей та дружину, любив проводити із ними час, бо сім’я була для нього на першому місці. Сам по собі був мрійливий, любив подорожувати та робити добрі справи. За життя був доброю, порядною людиною, ніколи не відмовляв у допомозі, завжди був чуйним та доброзичливим.

## Нагороди
- орден «За мужність» III ступеня (2022, посмертно) — за особисту мужність і самовіддані дії, виявлені у захисті державного суверенітету та територіальної цілісності України, вірність військовій присязі[1];
- відзнака «За військову доблесть».